# فردریک کوک
فردریک کوک (انگلیسی: Frederick Cook; ۱۰ ژوئن ۱۸۶۵ – ۵ اوت ۱۹۴۰) یک پزشک اهل ایالات متحده آمریکا بود.